# Ligne de Budapest à Szolnok par Újszász
La Ligne de Budapest à Szolnok par Újszász ou ligne 120A est une ligne de chemin de fer de Hongrie. Elle relie Budapest à Szolnok par Újszász.